# Devnea
Devnea (în bulgară Девня) este un oraș în partea de est a Bulgariei. Aparține de Obștina Devnea, Regiunea Varna.

## Geografie

### Geografie fizică
Orașul Devnea este situat în estul Bulgariei, la 410 km spre est-nord-est de capitala Sofia și la 30 km, spre vest de Varna, orașul centru de reședință al regiunii Varna.

## Istorie
Orașul actual este construit în apropierea sitului vechiului oraș roman Marcianopolis, care se găsea sub actualul cartier „Reka Devnea”, aflat la circa 2,55 km la nord-est de centrul orașului.

## Cultură

### Patrimoniu istoric
Orașul Devnea dispune de un patrimoniu istoric interesant. În afară de resturile arheologice ale vechii cetăți romane Marcianopolis, obiectele găsit pe situl săpăturilor au fost așezate, în cea mai mare parte, în Muzeul mozaicurilor.

#### Descoperiri arheologice
În anul 1929, la Devnea, a fost descoperit un tezaur cunoscut sub numele de tezaurul de la Marcianopolis. Este vorba de un impresionant lot de peste 80.000 de monede romane de argint.

## Galerie de imagini

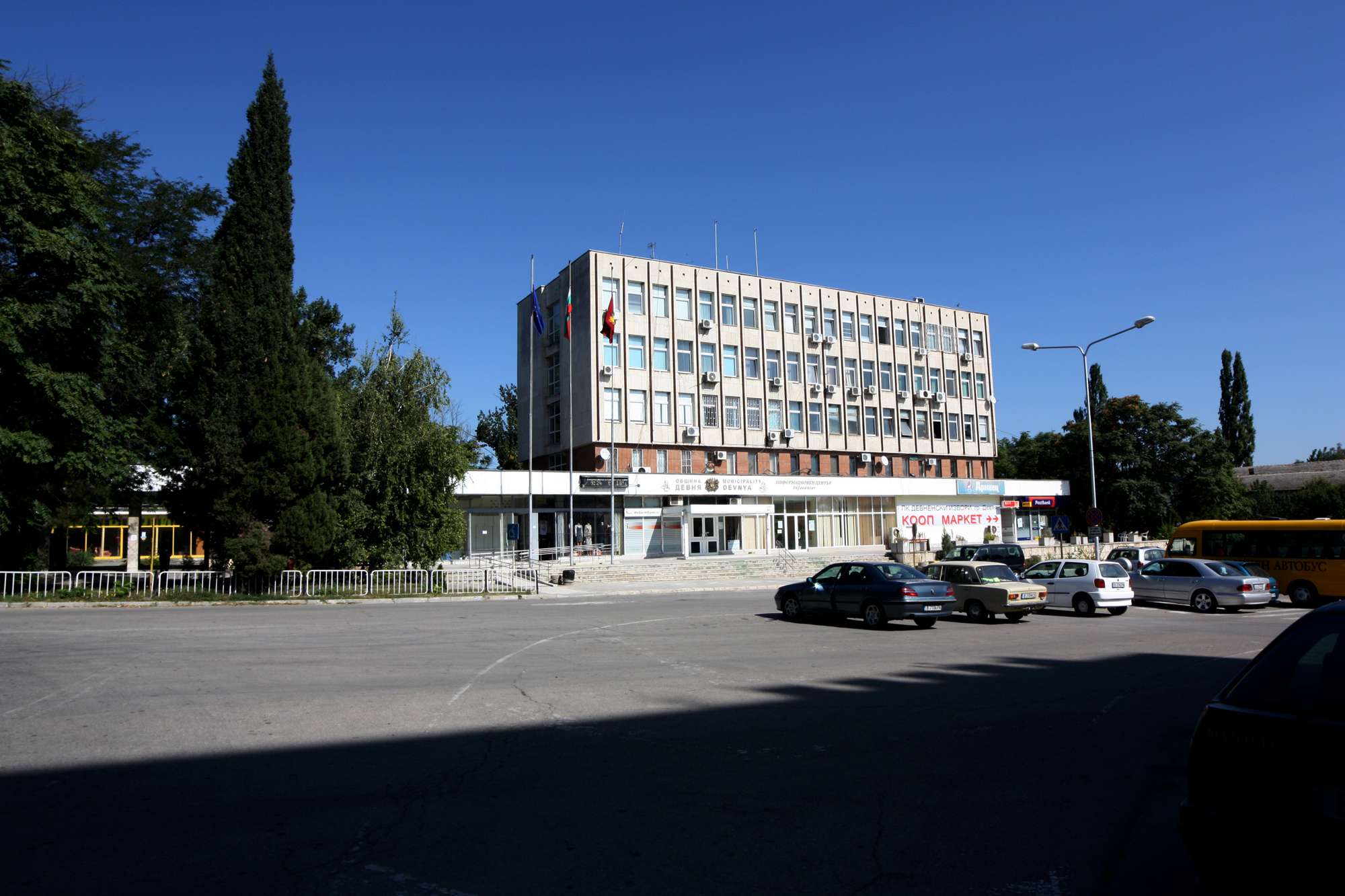
Primăria din Devnea
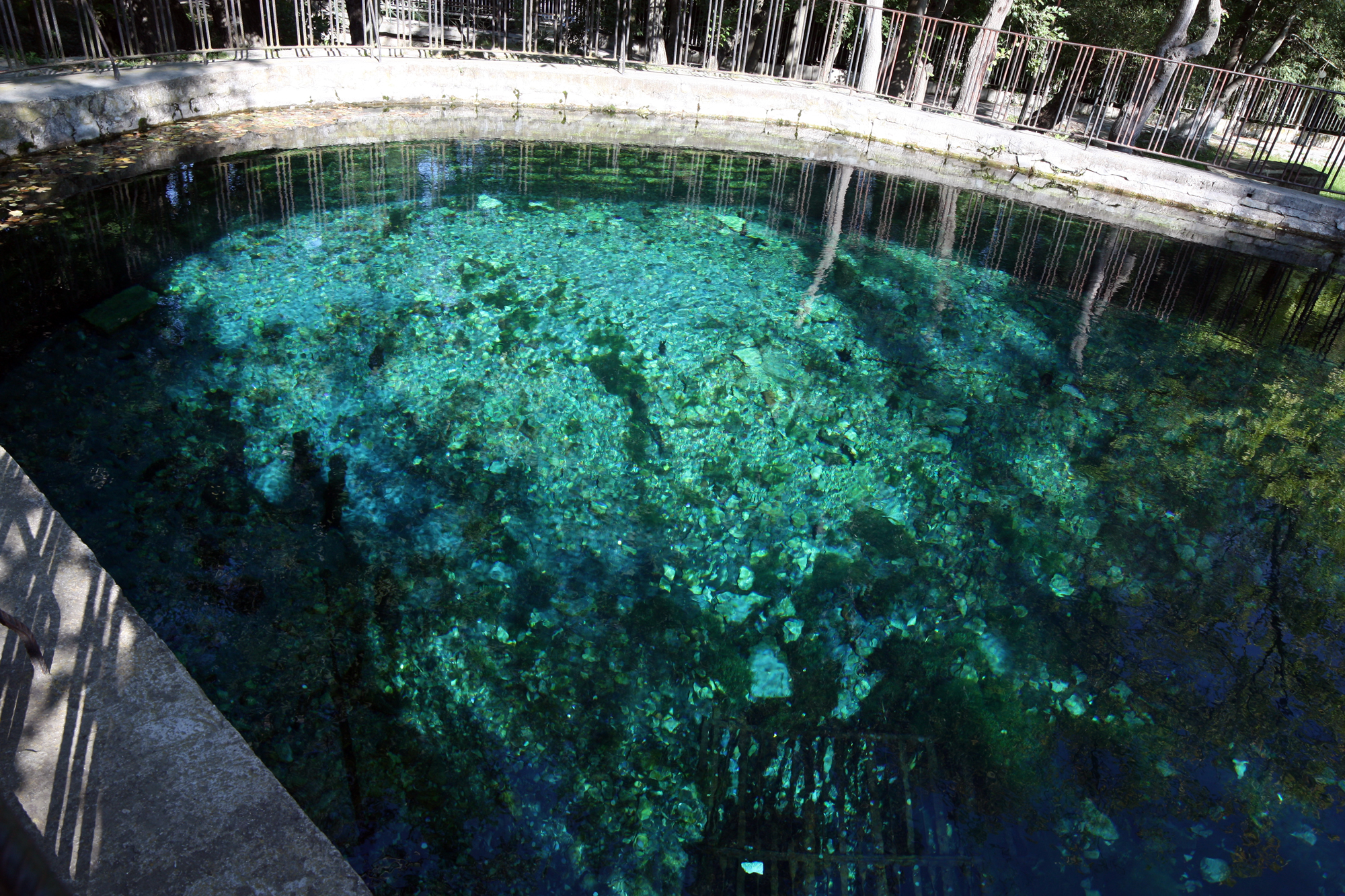
Izvorul râului Devnea, în cartierul Reka Devnea
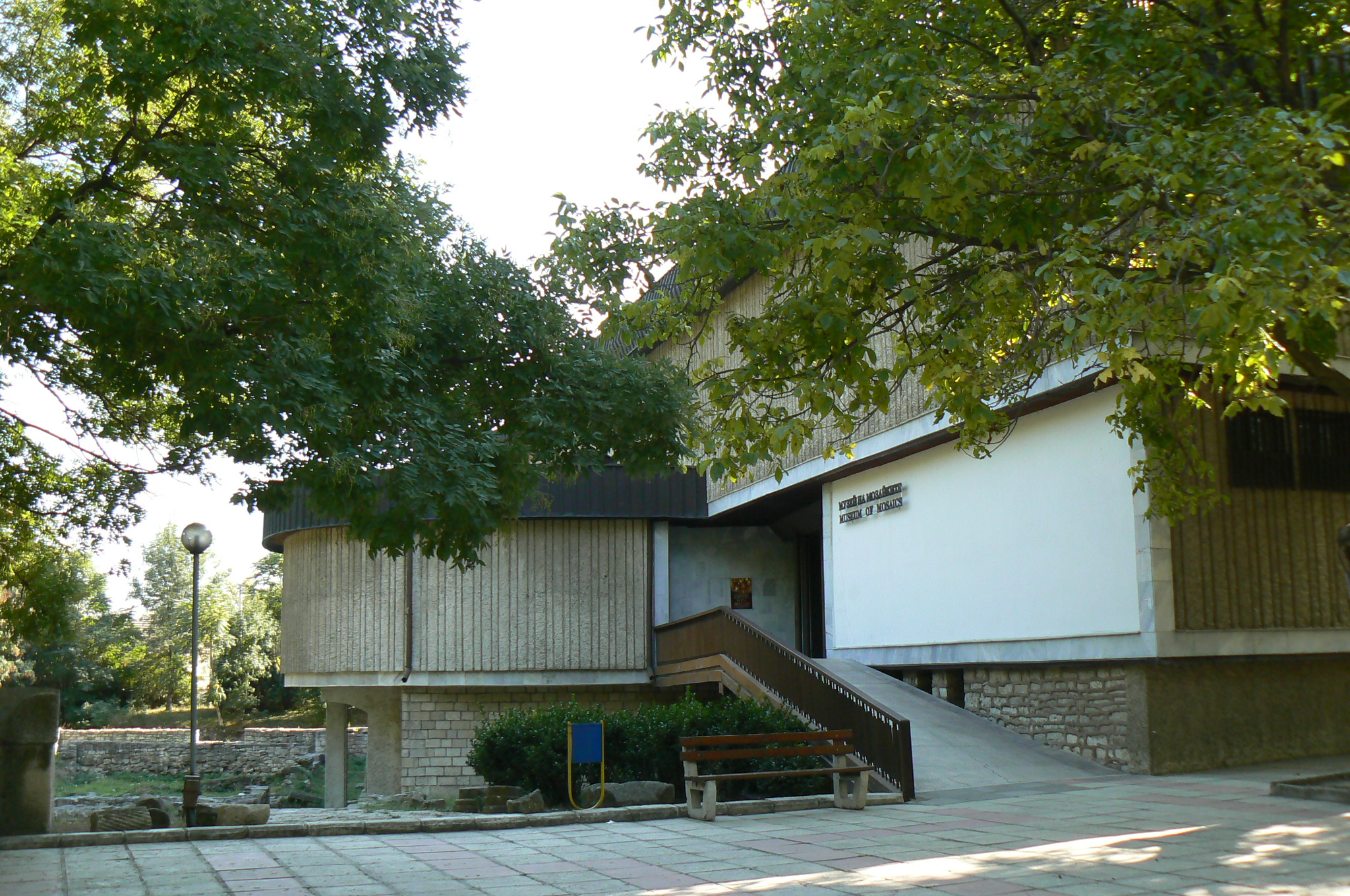
Muzeul mozaicurilor din Devnea
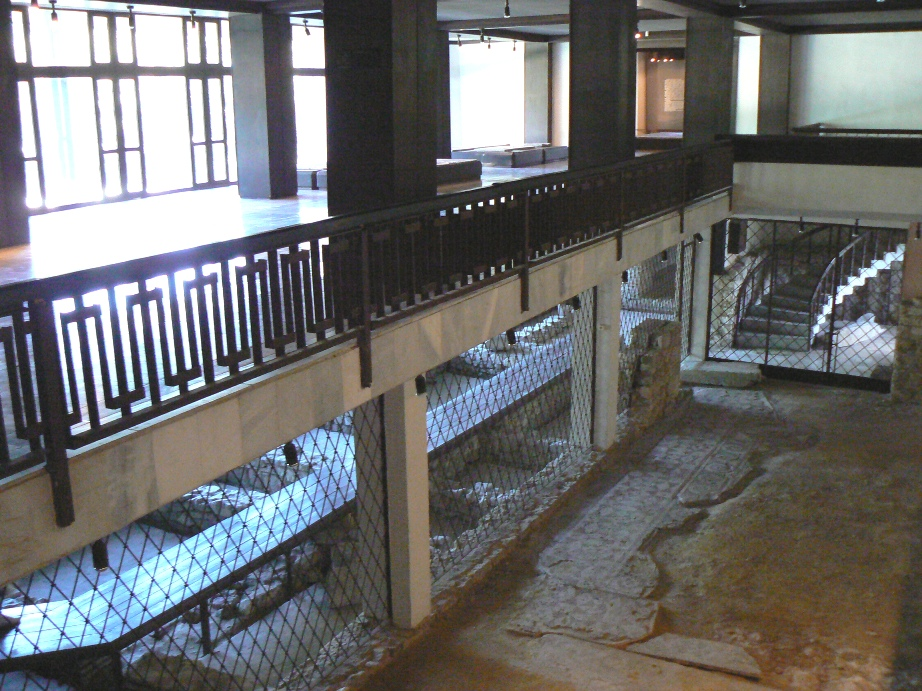
Muzeul mozaicurilor din Devnea
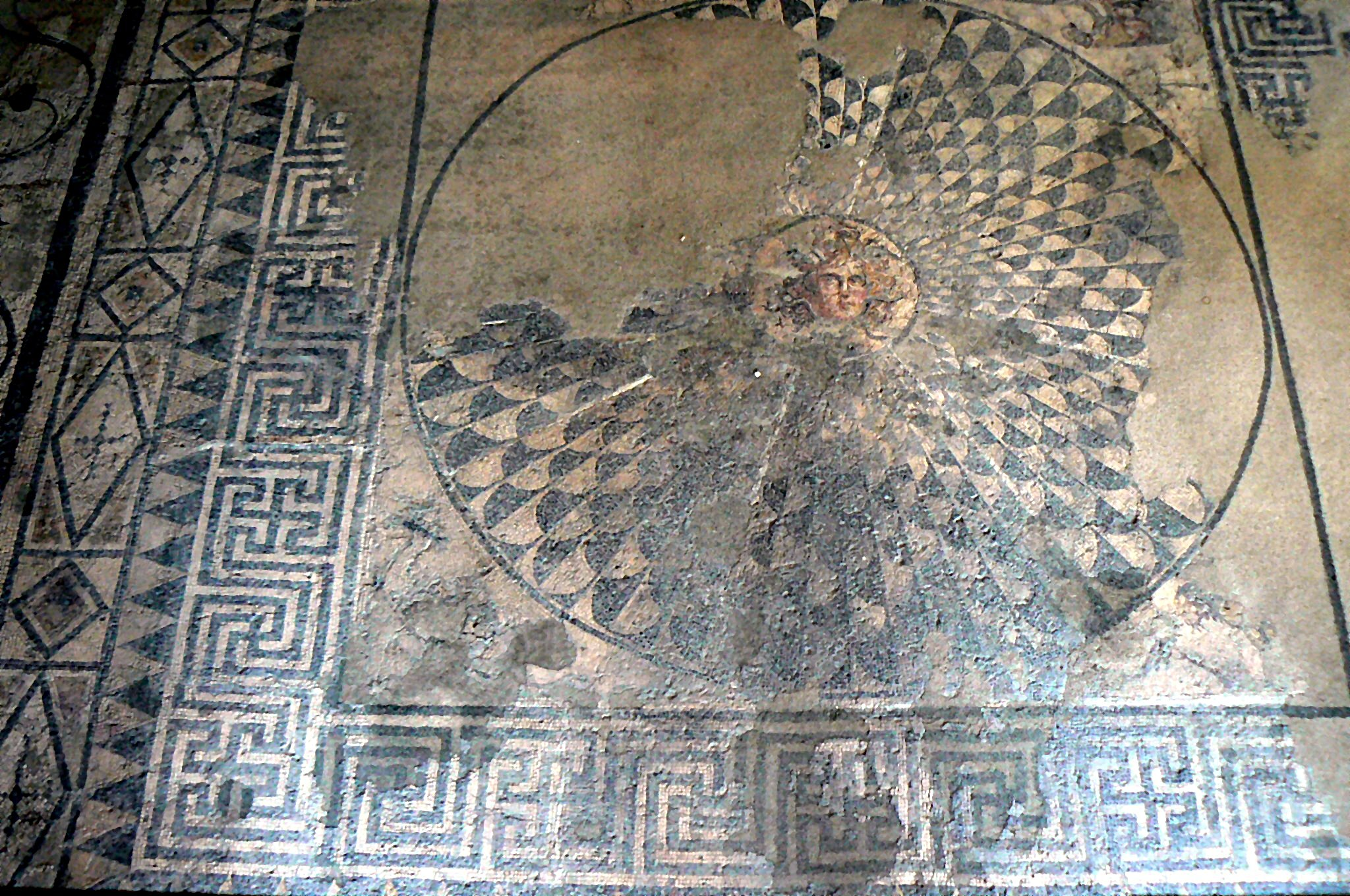
Mozaic ilustrând Medusa (în Muzeul mozaicurilor)
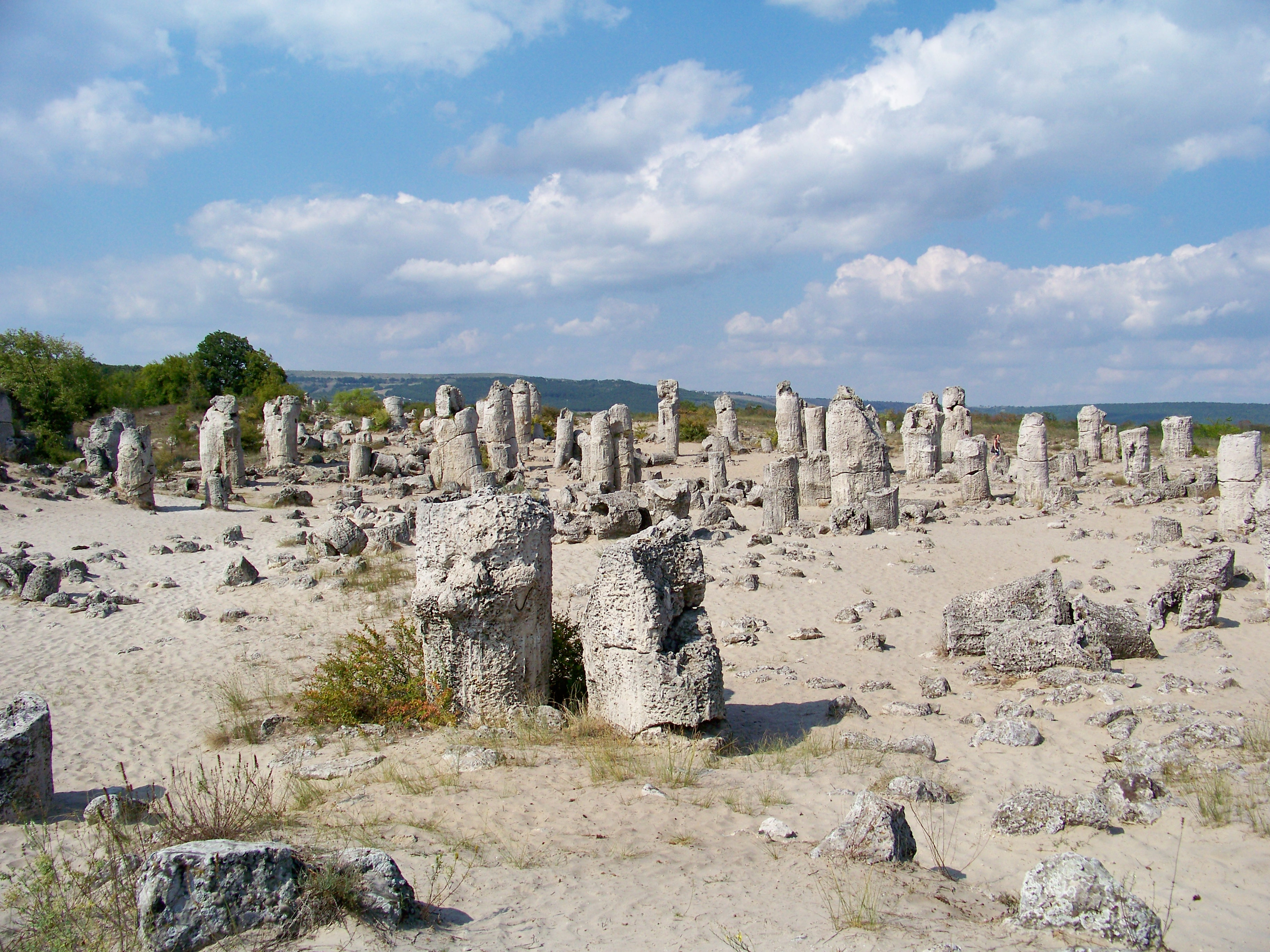
Situl „Pobiti kamăni” (în alfabet chirilic: bulgară Побити камъни) (în română: „Pădurea de piatră / Pădurea împietrită”), formaţiuni naturale de piatră, sub forma unor mici coloane

## Demografie
Componența etnică a orașului Devnea
     Romi (6,47%)
     Turci (7,79%)
     Nicio identificare (11,45%)
     Bulgari (72,4%)
     Altele (1,85%)
La recensământul din 2011, populația orașului Devnea era de 8.013 locuitori. Din punct de vedere etnic, majoritatea locuitorilor (72,4%) erau bulgari, existând și minorități de turci (7,79%) și romi (6,47%). Pentru 11,45% din locuitori nu este cunoscută apartenența etnică.